# О’Горман, Дин
Дин Лэнс О’Горман (англ. Dean Lance O'Gorman; род. 1 декабря 1976) — новозеландский актёр, фотограф и художник. Наибольшую известность получил по роли Андерса Джонсона в сериале «Всемогущие Джонсоны» и роли Фили в кинотрилогии Питера Джексона «Хоббит».

## Биография
Дин родился в Окленде (Новая Зеландия) Его отец Ланс О'Горман − признанный в Новой Зеландии художник − пейзажист, брат Бретт − актёр.
Дин О'Горман не только актёр, но и художник, фотограф, также играет в театрах. Он известен созданными им портретами и сконструированными образами Вьетнамской войны; работы Дина появлялись во многих журналах и изданиях и выставлялись в престижной Галерее «Page Blackie Gallery» в Веллингтоне.
О'Горман увлекся фотографированием ещё тогда, когда учился в школе; он был большим поклонником фотографов, изображавших Вьетнамскую войну − Ларри Барроуза и Дона МакКаллина, а также других военных фотографов − таких, как легендарный Роберт Капа.
За последние пять лет Дин провел много времени на занятия фотографированием и живописью, а сам актёр говорит, что он стал уделять больше внимания своим картинам и фотографиям, когда жил в Лос-Анджелесе.
19−23 июня 2012 года в Галерее «Page Blackie Gallery» (Веллингтон, Новая Зеландия) состоялась первая выставка его фотографий (до этого Дин ни разу публично не выставлял свои работы), посвящённая Вьетнамской войне. В некоторых работах из этой выставки Дин использовал в качестве моделей своих коллег − актёров из кинотрилогии «Хоббит»: Адама Брауна, Ричарда Армитиджа, Грэхама Мактавиша, Эйдана Тернера, Люка Эванса. Дин даже обратился за консультацией к новозеландскому ветерану Вьетнамской войны, который позже позировал для О'Гормана в своей старой форме.
Известно, что Дин О'Горман имеет навыки верховой езды, фехтования, езды на горном велосипеде, сноуборде, а также имеет чёрный пояс по каратэ.
В октябре 2012 года в преддверии выхода фильма Хоббит: Нежданное путешествие Дин принял участие в ролике авиакомпании Air New Zealand (который был снят при поддержке WETA Workshop и Питера Джексона).
В январе 2016 года женился на Саре Уилсон.

## Фильмография
| Год       |   | Русское название                    | Оригинальное название                     | Роль                         |
| --------- | - | ----------------------------------- | ----------------------------------------- | ---------------------------- |
| 1990      | с |                                     | The Rogue Stallion / Wildfire             | Тони Гарретт                 |
| 1990      | с | Пираты Южных морей                  | Raider of the South Seas                  | Бобби Моррисон               |
| 1995      | ф | Привет, Тимоти                      | Bonjour Timothy                           | Тимоти Тэйлор                |
| 1995      | с | Удивительные странствия Геракла     | Hercules: The Legendary Journeys          | Иллоран                      |
| 1996      | ф | Сирена                              | Siren                                     | Сайрон                       |
| 1996      | с | Зена — королева воинов              | Xena: Warrior Princess                    | Гомер / Орион                |
| 1996      | с | Возвращение на остров сокровищ      | Return to Treasure Island                 | Джим Хокинс                  |
| 1996      | с | Шортланд−стрит                      | Shortland Street                          | Гарри Мартин                 |
| 1997      | с |                                     | Doom Runners                              | Дик                          |
| 1998      | с | Легенда о Вильгельме Телле          | The Legend of William Tell                | Дарек                        |
| 1997—1998 | с | Удивительные странствия Геракла     | Hercules: The Legendary Journeys          | Молодой Иолай                |
| 1998      | с |                                     | The Chosen                                | Эндрю Скотт                  |
| 1998      | ф | Когда приходит любовь               | When Love Comes                           | Марк                         |
| 1998—1999 | с | Молодость Геракла                   | Young Hercules                            | Иолай                        |
| 1999      | ф | Маленький самурай (короткометражка) | Little Samurai                            | Тони                         |
| 1999      | с | Большое небо                        | Big Sky                                   | Дин                          |
| 1999      | с |                                     | Duggan                                    | Фергус МакЭллуэйн            |
| 1999      | с | Бесстрашный                         | Fearless                                  | Клифф                        |
| 1999      | с |                                     | Money for Jam                             | Тим Флик                     |
| 2000      | с | Зена — королева воинов              | Xena: Warrior Princess                    | Виглаф                       |
| 2001      | ф | Змеиная кожа                        | Snakeskin                                 | Джонни                       |
| 2001      | с |                                     | All Saints                                | Эван                         |
| 2001      | с |                                     | Lawless: Beyond Justice                   | Нэт                          |
| 2002      | ф | Кукольная любовь                    | Toy Love                                  | Бен                          |
| 2003      | с | Далеко во Вселенной                 | Farscape                                  | Зукаш                        |
| 2003      | с |                                     | MDA                                       | Питер Джармен                |
| 2004      | ф |                                     | Piggy (короткометражка)                   | Конфуций                     |
| 2004      | с |                                     | Serial Killers                            | Эндрю / доктор Джиллиган     |
| 2004—2005 | с | Дочери Маклеода                     | McLeod's Daughters                        | Люк Морган                   |
| 2007—2008 | с | Анималия                            | Animalia                                  | Тиранникус Тайгер / Эрри Хог |
| 2007      | с | Лунный свет                         | Moonlight                                 | Дэниел                       |
| 2008      | ф | Легенда о кровавой Мэри             | The Legend of Bloody Mary                 | преподобный Уиттакер         |
| 2008      | с |                                     | Go Girls                                  | Марко                        |
| 2009      | с | Легенда об Искателе                 | Legend Of The Seeker                      | Карвер Данн                  |
| 2009      | ф | Саботаж                             | Sabotage                                  | Бобби                        |
| 2009      | с | Культ (сериал)                      | The Cult (TV series)                      | Лайам                        |
| 2011      | ф | Ночи в садах Испании                | Nights in the Gardens of Spain            | Крис                         |
| 2011      | с |                                     | Tangiwai: A Love Story                    | Берт Сатклифф                |
| 2011—2013 | с | Всемогущие Джонсоны                 | The Almighty Johnsons                     | Андерс Джонсон               |
| 2012      | ф | Хоббит: Нежданное путешествие       | The Hobbit: An Unexpected Journey         | Фили                         |
| 2013      | ф | Хоббит: Пустошь Смауга              | The Hobbit: The Desolation of Smaug       | Фили                         |
| 2014      | ф | Хоббит: Битва пяти воинств          | The Hobbit: The Battle of the Five Armies | Фили                         |
| 2015      | ф | Трамбо                              | Trumbo                                    | Кирк Дуглас                  |

## Роли в театре
| Год  | Название постановки | Роль                    | Театр                     | Театральный режиссёр |
| ---- | ------------------- | ----------------------- | ------------------------- | -------------------- |
| 2011 | Did I Believe It?   | Чад Ле Виндоу           | Silo Theatre, Auckland    | Оливер Драйвер       |
| 2009 | Blood Wedding       | Леонардо (главная роль) | Circa Theatre             | Виллем Вассеннар     |
| 2009 | Ruben Gutherie      | Дэмиен                  | Silo Theatre, Auckland    | Шейн Бошер           |
| 2008 | The Rabbit          | Том                     | Silo Theatre, Auckland    | Оливер Драйвер       |
| 2006 | The Ocean Star      | Тэд                     | Auckland Theatre Company  | Рой Уорд             |
| 2003 | Tape                | Джон                    | Eleventh Hour Productions |                      |

## Награды и номинации
| Год  | Награда                              | Категория                                | Фильм / Сериал       | Результат | Приме− чание |
| ---- | ------------------------------------ | ---------------------------------------- | -------------------- | --------- | ------------ |
| 2011 | Aotearoa Film & Television Awards    | Лучший актёр второго плана               | Ночи в садах Испании | Номинация | [ 8 ] [ 9 ]  |
| 2005 | New Zealand Screen Awards            | Лучший актёр второго плана               | Serial Killers       | Номинация | [ 10 ]       |
| 2005 | TV Week Logie Awards Australia       | Наиболее популярный новый мужской талант | Дочери МакЛеода      | Номинация | [ 11 ]       |
| 1995 | Giffoni Italian Film Festival Awards | Лучший актёр                             | Привет, Тимоти       | Номинация | [ 12 ]       |
| 1995 | New Zealand Film &Television Awards  | Лучший актёр                             | Привет, Тимоти       | Номинация | [ 13 ]       |